# HMS Rajah (D10)
Авіаносець «Раджа» (англ. HMS Rajah (D10)) — ескортний авіаносець США часів Другої світової війни типу «Боуг» (2 група, тип «Ameer»/«Ruler»), переданий ВМС Великої Британії за програмою ленд-лізу.

## Історія створення
Авіаносець «Раджа» був закладений 17 грудня 1942 року на верфі «Seattle-Tacoma Shipbuilding Corporation» під назвою «USS McClure», пізніше перейменований на «USS  Prince (CVE-45)». Спущений на воду 18 травня 1943 року. Переданий ВМС Великої Британії, вступив у стрій під назвою «Раджа» 17 січня 1944 року.

## Історія служби
Після вступу у стрій «Раджа» перейшов в Англію в липні 1944 року та перевозив літаки зі США в Англію.
З травня 1945 року авіаносець здійснював перевезення літаків в Індійський океан.
13 грудня 1946 року авіаносець «Раджа» був повернутий США, де 7 лютого 1947 року був виключений зі списків флоту. В липні того ж року корабель був проданий компанії «Waterman Steamship Corporation» та переобладнаний на торгове судно «Drente». У 1967 році воно було перейменоване на «Lambros», у 1969 році - на «Ulysses».
Корабель був проданий на злам у 1975 році та розібраний на метал на Тайвані.